# Ortalis motmot
Az Ortalis motmot a madarak osztályának tyúkalakúak (Galliformes) rendjébe és a hokkófélék (Cracidae) családjába tartozó faj.

## Rendszerezése
A fajt Carl von Linné svéd természettudós írta le 1766-ban, a Phasianus nembe Phasianus Motmot néven.

## Alfajai
- Ortalis motmot motmot (Linnaeus, 1766)
- Ortalis motmot ruficeps (Wagler, 1830)[2]

## Előfordulása
Dél-Amerika északi részén, Brazília, Kolumbia, Francia Guyana, Guyana, Suriname és Venezuela területén honos. Természetes élőhelyei a szubtrópusi és trópusi síkvidéki esőerdők, lombhullató erdők és cserjések. Állandó, nem vonuló faj.

## Megjelenése
Testhossza 43–54 centiméter, testtömege 345–620 gramm.

## Életmódja
Főleg bogyókkal és gyümölcsökkel táplálkozik.

## Természetvédelmi helyzete
Az elterjedési területe rendkívül nagy, egyedszáma viszont csökken, de még nem éri el a kritikus szintet. A Természetvédelmi Világszövetség Vörös listáján nem fenyegetett fajként szerepel.